# 브리안 핀타도
브리안 다니엘 핀타도 알바레스(스페인어: Brian Daniel Pintado Álvarez, 1995년 7월 29일~)는 에콰도르의 육상 선수로 주 종목은 경보이다. 2024년 하계 올림픽에서 남자 20km 경보 금메달을 획득했으며, 2023년 세계 선수권 대회에서 35km 경보 부문 은메달을 획득했다.